# Departamento de Chos-Malal
Departamento de Chos-Malal är en kommun i Argentina.   Den ligger i provinsen Neuquén, i den sydvästra delen av landet, 1 100 km väster om huvudstaden Buenos Aires. Antalet invånare är 14 185.
Omgivningarna runt Departamento de Chos-Malal är i huvudsak ett öppet busklandskap. Runt Departamento de Chos-Malal är det mycket glesbefolkat, med 3 invånare per kvadratkilometer.